# Sog (rivier)

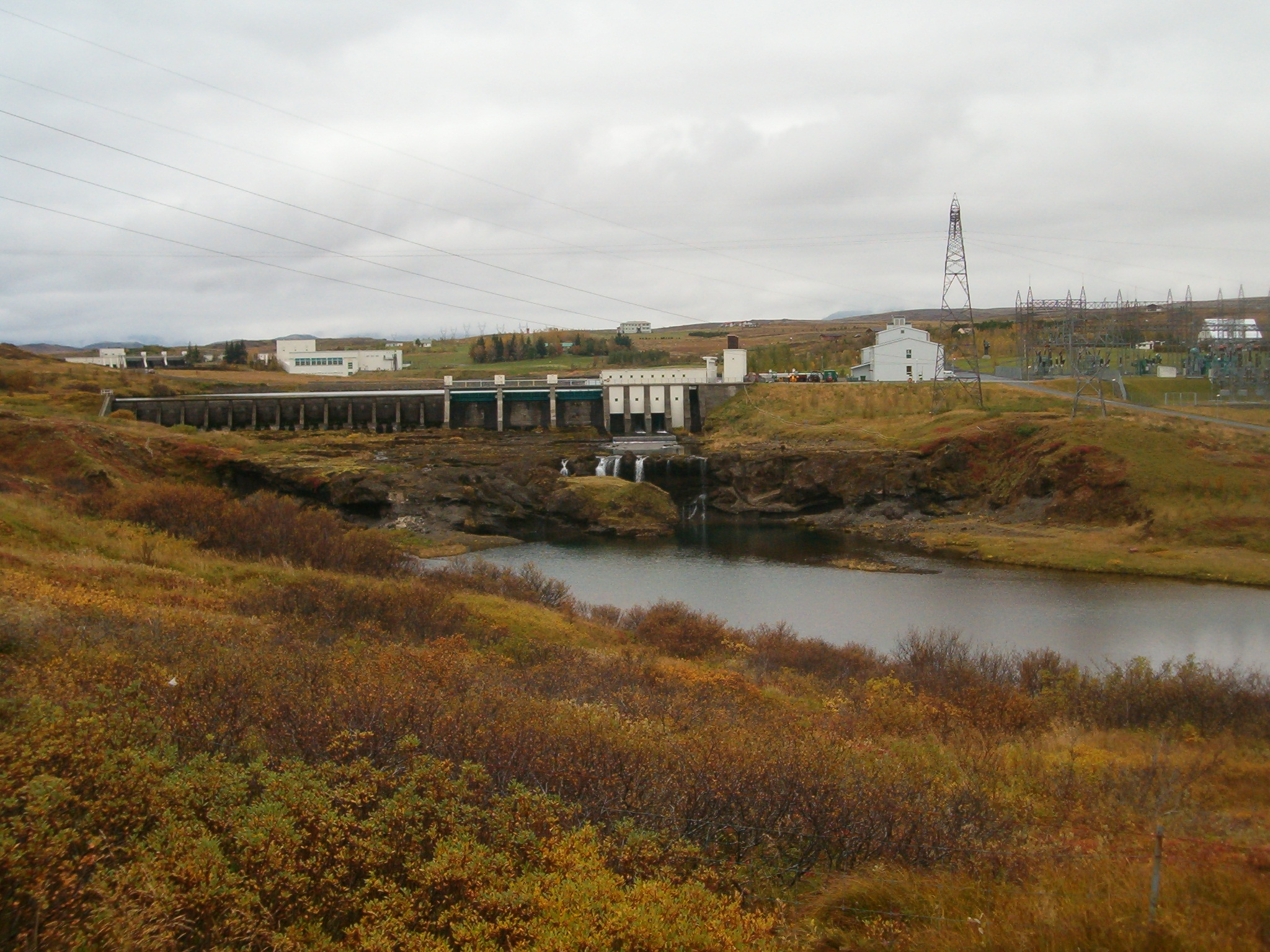
De krachtcentrale in de Sog rivier, met de Ljósifoss waterval.

De Sog is een rivier in het zuiden van IJsland. De sog stroomt van het meer Þingvallavatn via onder andere het meer Úlfljótsvatn naar de plaats waar hij samenvloeit met de Hvítá ongeveer 22 kilometer verderop, waar ze de rivier Ölfusá vormen die vandaar nog eens 25 kilometer verder stroomt naar de Atlantische Oceaan.
De Orkuveita Reykjavíkur kocht in 1929-1933 de rechten om in de bovenloop van de Sogið elektriciteit op te wekken op, waarna de Ljósifoss-centrale werd gebouwd.